# Long-term potentiation
Long-term potentiation, LTP, en bestående förstärkning av synapserna i nervsystemet. LTP tros vara den fysiologiskt grundläggande effekt som skapar minnen.
Långtidspotentiering
(LTP) tros vara den cellulära och molekylära grunden bakom minne och inlärning.
LTP är en långvarig förstärkning i signalöverföring mellan två neuron efter upprepad stimulering. LTP har oftast studerats i hippocampus, i synapser mellan axonterminaler i pyramidala neuron i CA3 regionen och pyramidala neuron i CA1
regionen. Följande beskrivning visar vad forskning på LTP i detta område i hippocampus har visat. 
AMPA (α-amino-3-hydroxi-5-metylisoxazol-4-propansyra)
och NMDA (N-metyl-D-aspartat) receptorer är ofta lokaliserade tillsammans på postsynaptiska celler och aktiveras av glutamat. AMPA receptorn är permeabel för natrium och kaliumjoner, NMDA är också permeabel för natrium och kaliumjoner men viktigare är att den har en hög permeabilitet för kalciumjoner.  
NMDA receptorn  blockeras dock av magnesium vilket kan hindra natrium-
och kalciumjonerna att ta sig igenom receptorn trots att glutamat har bundit till den. 
En aktionspotential i den presynaptiska nervcellen leder till frisättning av glutamat i axonterminalen.
När aktionspotentialen är lågfrekvent kommer det  att leda till att en liten mängd glutamat frisätts i synapsklyftan vilket kommer att leda till att AMPA receptorer öppnas vilket i sin tur leder till ett flöde av natriumjoner in i den postsynaptiska cellen. Detta orsakar en liten depolarisation i den postsynaptiska cellen.
Glutamat binder också till NMDA receptorerna men inga joner kommer att passera genom receptorn på grund av magnesiumblockeringen. Den låga dosen glutamat genererar en reaktion men det är inte tillräckligt för att orsaka LTP. När en högfrekvent aktionspotential kommer till terminalerna frisätts en större mängd glutamat.
Den högre koncentrationen glutamat kommer att orsaka en större depolarisering eftersom en större mängd natriumjoner kommer in i cellen då AMPA receptorerna är öppna under en längre tid. 
Den stora mängden natriumjoner inne i nervcellen kommer nu att repellera magnesiumblockeringen från NMDA receptorn genom en process som kallas elektrostatisk repulsion. Nu kommer NMDA receptorn som redan har glutamat bundet till sig att släppa in natrium och kalcium in i den postsynaptiska cellen. NMDA receptorn kräver alltså både en presynaptisk (bindandet av glutamat) och en postsynaptisk
(kraftig depolarisation via aktivering av AMPA receptorerna) händelse för att den ska öppna. Inflödet av kalcium fungerar som en viktig andra budbärare som aktiverar många sekundära intracellulära kaskader. Ökningen av kalciumjoner inne i cellen bidrar till två faser av LTP. Under den tidiga fasen binder kalcium till sina specifika bindande protein vilket leder till att fler AMPA
receptorer placeras i det postsynaptiska cellmembranet, dessa AMPA receptorer finns sedan tidigare lagrade i den postsynaptiska cellen men tas upp till ytan i och med den tidiga fasen av LTP. Ökningen av AMPA receptorer i cellmembranet kommer att leda till att cellen är känsligare för framtida depolarisationer.
Förändringar som sker i den tidiga fasen kräver enbart en kortvarig ökning av kalcium intracellulärt och de håller enbart i sig i några timmar. 
Den sena fasen av LTP
kräver en mer långvarig intracellulär ökning av kalcium. I denna fas leder kalciumet till en ökning av transkriptionsfaktorer vilket i sin tur leder till ett ökat genuttryck och proteinsyntes. Som ett resultat av denna process tillverkas bland annat nya AMPA receptorer vilka sätts in i det postsynaptiska cellmembranet vid synapsen. Dessutom sker det en ökning av syntesen av de proteiner som kallas tillväxtfaktorer, dessa är involverade vid bildandet av nya synapser vilket är basen för synaptisk plasticitet. Den sena fasens förändringar kan bibehållas i allt från 24 timmar till en hel livstid. 
Det är viktigt att komma ihåg att LTP inte är en mekanism utan en konsekvens av ökad aktivitet mellan två neuroner. LTP leder till en ökning av AMPA receptorer och synaptiska kopplingar vilket tillåter att lågfrekventa aktionspotentialer i framtiden orsakar större depolarisationer i den postsynaptiska terminalen.